# The Blues Brothers
The Blues Brothers é uma banda de rhythm and blues norte-americana fundada pelos comediantes Dan Aykroyd e John Belushi em 1978 como parte de um quadro musical no programa Saturday Night Live. Belushi e Aykroyd, respectivamente, Jake e Elwood Blues, eram os vocalistas da banda, que era completa por músicos conhecidos e respeitados. A banda fez sua primeira aparição no dia 22 de abril de 1978, como convidado musical no programa Saturday Night Live.
A banda então começou a ir além da tela da televisão, lançando um álbum, Briefcase Full of Blues (1978), chegando a filmar um longa metragem baseado na própria banda e seus integrantes, intitulado "The Blues Brothers" (1980).
Mesmo com a morte de John Belushi por overdose, em 1982, a banda continuou se apresentando, contando com artistas convidados. A banda original se reagrupou em 1988 para uma turnê mundial e novamente em 1998 para uma sequência do primeiro filme, "Blues Brothers 2000". Eles fazem aparições em festivais musicais de todo o mundo.
Em 31 de agosto de 2011, foi anunciado que Dan Aykroyd e Judith Belushi Pisano estão lançando uma nova série de TV dos Blues Brothers para redes de horário nobre.

## História
A origem da banda remonta no final da década de 1960, mais precisamente em 1969: Paul Shaffer, líder da banda que fazia o programa semanal Saturday Night Live, recebeu um telefonema de Marshall Checker, da gravadora Checkers Records, que indicou a ele um grupo muito bom de Chicago, que tocava blues em pequenos clubes locais. A banda era liderada por Jake e Elwood Blues, condinomes de John Belushi e Dan Aykroyd. Os dois fariam parte do programa anos depois e debutaram em 1976, fantasiados de abelha para interpretarem "I'm A King Bee", de Slim Harpo. A popularidade do duo foi crescendo gradativamente, até virarem estrelas de primeiro nível.
Depois, ambos já faziam parte do elenco do humorístico norte-americano e interpretaram dois cantores de blues que dançavam de forma cômica. O visual da dupla foi baseado em vários artistas que fizeram história no blues. A dança e o fato de atuarem em dupla se deve a Sam & Dave. Os chapéus foram influência de John Lee Hooker. O terno surgiu do conceito dos músicos de jazz da década de 1940, que diziam que, para olhar em linha reta, era necessário vestir terno e gravata.
Nessa época, já contavam com músicos respeitados, como o guitarrista Steve Cropper e o baixista Donald "Duck" Dunn, freqüentadores da gravadora Stax Records, um dos berços da música negra norte-americana. Aos poucos, foram acrescendo novos talentos, caso do outro guitarrista, Matt "Guitar" Murphy.
Na apresentação no Saturday Night Live, tocaram a música "Hey Bartender", uma canção dos anos 1950 de Floyd Dixon.
Em junho de 1978, eles abriram os shows do comediante Steve Martin no Universal Amphitheater. O sucesso da apresentação e das músicas dos Blues Brothers, com formato de blues, mas com claras pitadas de rock e jazz, foi tamanho que a dupla foi convidada a gravar um disco.
E, ainda em 1978, era lançado Briefcase Full of Blues e gravado ao vivo, o LP bateu na casa dos 40 mais vendidos, graças às regravações do clássico "Soul Man" e de "Rubber Biscuit". O disco rendeu platina dupla (mais de dois milhões de cópias vendidas) e o topo das paradas dos Estados Unidos.
Embalados pelo sucesso, os Blues Brothers se tornaram protagonistas do filme The Blues Brothers em 1980.
Em 5 de março de 1982, o vocalista e líder da banda, John Belushi faleceu depois de ter uma overdose de cocaína e heroína, aos 33 anos de idade, em uma história até hoje envolta em mistério.
Em 1988, os músicos originais reformaram a banda para uma excursão mundial, com Eddie Floyd nos vocais.
Em 1998, foi lançada a sequência do primeiro filme, Blues Brothers 2000.

## Membros da banda

### Formação original
- John Belushi..."Joliet" Jake Blues vocalista
- Dan Aykroyd...Elwood Blues, gaita e vocais
- Steve Cropper...Steve "Coronel" Cropper, guitarra rítmica e vocal de apoio
- Donald "Duck" Dunn...Donald "Duck" Dunn, baixo
- Murphy Dunne...Murphy "Murph" Dunne órgão
- Willie Hall...Willie "Too Big" Hall, baterista e percussão
- Tom Malone...Tom "Bones" Malone, trombone, saxofone e vocais de apoio
- Lou Marini..."Blue Lou" Marini, saxofones e vocal de apoio
- Matt Murphy...Matt "Guitar" Murphy guitarra solo
- Alan Rubin...Alan "Mr. Fabulous" Rubin, trompete, percussão e vocais de apoio

### Outros membros
- James Belushi...Zee Blues - vocais
- John Goodman..."Mighty" Mack McTeer – vocais

## Discografia

### Álbuns
- 1978 – Briefcase Full of Blues (Atlantic)
- 1980 – The Blues Brothers: Music from the Soundtrack (Atlantic)
- 1980 – Made in America (Atlantic)
- 1981 – Best of the Blues Brothers (Atlantic)
- 1983 – Dancin' Wid Da Blues Brothers (Atlantic)
- 1988 – Everybody Needs the Blues Brothers
- 1990 – The Blues Brothers Band Live in Montreux
- 1992 – Red, White & Blues
- 1992 – The Definitive Collection
- 1995 – The Very Best of The Blues Brothers (Atlantic)
- 1997 – Blues Brothers & Friends: Live from House of Blues (A&M)
- 1998 – Blues Brothers 2000: Original Motion Picture Soundtrack
- 1998 – The Blues Brothers Complete (Atlantic)
- 2003 – The Essentials (Warner Strategic)

### Singles nas paradas
- "Soul Man" (1978) US #14, UK #79 (1990)
- "Rubber Biscuit" (1978) US #37
- "Gimme Some Lovin'" (1980) US #18
- "Who's Making Love" (1980) US #39
- "Everybody Needs Somebody to Love" (1990) UK #12